# Сартовка
Сартовка — река в России, течёт по территории Чишминского, Уфимского и Кушнаренковского районов Республики Башкортостан. Устье реки находится на высоте 92 м над уровнем моря в 61 км по правому берегу реки Кармасан. Длина реки составляет 12 км.

## Данные водного реестра
По данным государственного водного реестра России относится к Камскому бассейновому округу, водохозяйственный участок реки — Белая от города Уфы до города Бирска, речной подбассейн реки — Белая. Речной бассейн реки — Кама.
Код объекта в государственном водном реестре — 10010201512111100025101.